# Gare de Hautmont
Gare de Hautmont vasútállomás Franciaországban, Hautmont településen.

## Vasútvonalak
Az állomást az alábbi vasútvonalak érintik:
- Creil–Jeumont-vasútvonal
- Ligne Valenciennes-Faubourg-de-Paris - Hautmont

## Kapcsolódó állomások
A vasútállomáshoz az alábbi állomások vannak a legközelebb:
- Gare de Sous-le-Bois
- Feignies railway station
- Gare d’Aulnoye-Aymeries